# Daniel Van Buyten
Daniel van Buyten född 7 februari 1978 i Chimay, Belgien, är en belgisk före detta fotbollsspelare, han spelade som försvarsspelare. Han har tidigare spelat i bland annat Marseille, Hamburger och Bayern München. van Buyten debuterade i Belgiens landslag 2001 och har bland annat varit med i VM 2002 samt VM 2014.
van Buyten har en tysk mor och belgisk far.